# Biblis biblis
Biblis biblis är en fjärilsart som beskrevs av Fabricius 1775. Biblis biblis ingår i släktet Biblis och familjen praktfjärilar. Inga underarter finns listade i Catalogue of Life.